# 9751 Kadota
9751 Kadota (1990 QM) là một tiểu hành tinh vành đai chính được phát hiện ngày 20 tháng 8 năm 1990 bởi T. Seki ở Geisei.